# Enoplomischus
Genre
Enoplomischus est un genre d'araignées aranéomorphes de la famille des Salticidae.

## Distribution
Les espèces de ce genre se rencontrent en Ouganda, en Côte d'Ivoire, au Congo-Kinshasa et au Kenya.

## Liste des espèces
Selon World Spider Catalog (version 25.5, 13/09/2024) :
- Enoplomischus ghesquierei Giltay, 1931
- Enoplomischus pulcher Wiśniewski & Wesołowska, 2024

## Systématique et taxinomie
Ce genre a été décrit par Giltay en 1931 dans les Salticidae.

## Publication originale
- Giltay, 1931 : « Notes arachnologiques africaines. IV. Description d'une espèce nouvelle de Leptorchestinae (Salticidae unidentati). » Revue de zoologie et de botanique africaines, vol. 21, p. 167-170.